# Cristian Cominelli
Cristian Cominelli (né le 22 mai 1988 à Breno, dans la province de Brescia, en Lombardie) est un coureur cycliste italien.

## Biographie
Spécialiste du cyclo-cross, Cristian Cominelli a été champion d'Italie espoirs de cette discipline en 2008, 2009 et 2010. Il est également champion du monde du relais mixte en VTT en 2009.

## Palmarès en cyclo-cross
- 2005-2006
  -  Champion d'Italie de cyclo-cross juniors
- 2007-2008
  -  Champion d'Italie de cyclo-cross espoirs
  - 2e du championnat d'Italie de cyclo-cross
- 2008-2009
  -  Champion d'Italie de cyclo-cross espoirs
- 2009-2010
  -  Champion d'Italie de cyclo-cross espoirs
- 2011-2012
  - Trofeo Rigoni di Asiago, Asiago
  - 3e du championnat d'Italie de cyclo-cross
- 2015-2016
  - Giro d'Italia Cross #2, Portoferraio
  - Giro d'Italia Cross #4, Montalto di Castro
  - International Cyclocross Selle SMP, Brugherio
- 2016-2017
  - Gran Premio di Ciclocross Città di Vittorio Veneto, Vittorio Veneto
- 2017-2018
  - Gran Premio di Ciclocross Città di Vittorio Veneto, Vittorio Veneto
- 2019-2020
  - Il Melo Cup, Cles
  - GP Citta Di Jesolo, Jesolo
- 2020-2021
  - 3e du championnat d'Italie de cyclo-cross
- 2024-2025
  - CX Internazionale Firenze, Florence

### Classements
| Épreuve / Édition    | 2006/2007 (espoirs) | 2007/2008 (espoirs) | 2008/2009 (espoirs) | 2009/2010 (espoirs) | 2010/2011 | 2011/2012 | 2012/2013 (élites) |
| Championnat du monde |                     | 3e                  | 4e                  |                     |           |           |                    |
| Coupe du monde       |                     |                     | 5e                  |                     |           |           | 86e                |
| Championnat d'Italie |                     | 2e                  |                     |                     |           |           |                    |
| Championnat d'Italie | 2e                  | 1er                 | 1er                 | 1er                 |           |           |                    |

## Palmarès en VTT

### Championnats du monde
- Rotorua 2006
  -  Médaillé d'argent du relais mixte
- Val di Sole 2008
  -  Médaillé de bronze du relais mixte
- Canberra 2009
  -  Champion du monde du relais mixte (avec Marco Aurelio Fontana, Gerhard Kerschbaumer, Eva Lechner)